# Marek Hłasko
Marek Hłasko (IPA: [ˈmarɛk ˈxʲwaskɔ]) (Varsavia, 14 gennaio 1934 – Wiesbaden, 14 giugno 1969) è stato uno scrittore polacco.
Pioniere della "generazione del 1956" e creatore della cosiddetta "letteratura nera". Lasciò la Polonia nel 1958 e visse tra Europa, Israele e Stati Uniti. Le sue opere, crudamente realistiche e ciniche, sono un amalgama di autobiografismo e pura fiction, con le quali espresse la rivolta della sua generazione contro il conformismo e la mentalità dell'epoca e la falsità dell'ideologia ufficiale.

## Biografia

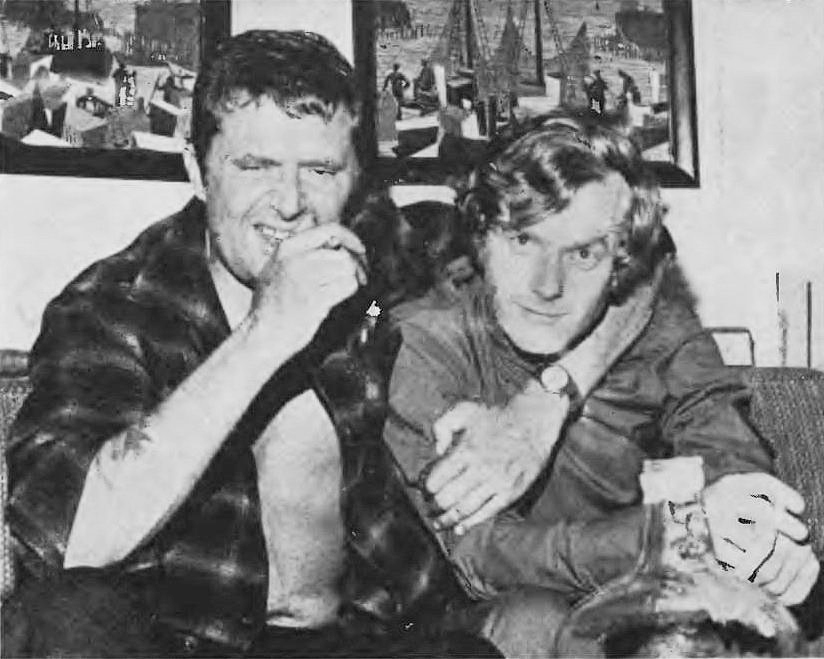
Marek Hłasko con il pianista e compositore Krzysztof Komeda

Nato in un ambiente borghese, Marek Hłasko aveva tre anni quando i suoi genitori divorziarono nel 1937. Suo padre morì due anni dopo, il 13 settembre 1939.
La sua carriera letteraria iniziò nel 1951 quando scrisse Baza Sokołowska, la sua prima serie di racconti. Hłasko diventa corrispondente per Trybuna Ludu, l'organo del Partito Operaio Unificato Polacco. È rapidamente considerato uno degli scrittori di maggior talento della sua generazione, come la "stella nascente" del breve periodo di destalinizzazione che è l'ottobre polacco del 1956.
Riceve quindi una borsa di studio e coglie l'occasione per fuggire dal comunismo nel suo paese nel 1956, e quindi viene calunniato dal regime in vigore. Diventa autore di notizie tradotte in tutto il mondo.
Tra il 1956 e il 1957 inizia una relazione con Agnieszka Osiecka, all'epoca una studentessa, tuttavia Marek Hłasko è conosciuto in tutto il paese grazie al successo del suo primo racconto Primi passi nelle nuvole. La loro relazione è piuttosto burrascosa, soprattutto perché Hłasko, privato del suo paese di visto, non può tornare in Polonia dopo aver lasciato il paese. Agnieszka Osiecka sta facendo di tutto per ottenere l'accordo delle autorità comuniste per il suo ritorno. Invano Incontra Hłasko per l'ultima volta nell'aprile 1968 a Los Angeles. Viaggia negli Stati Uniti con una borsa di studio. Tutto ciò che gli rimane dopo la morte del suo grande amore è la sua corrispondenza privata con lui, così come una macchina da scrivere. Lo tiene sulla sua scrivania fino alla morte.
Durante i suoi viaggi, una volta uscito dal blocco orientale, vive in Francia, a Parigi (1958), dove collabora con la rivista Kultura; viaggio in Germania, Israele, Tel Aviv, esercitando diversi mestieri prima di iniziare una carriera per iscritto: autista, il suo visto per Israele è temporaneo perché non è ebreo, apprendista giornalista magnaccia negli affari (il che gli fa pensare di passare per un informatore, specialmente con il regime comunista). Attraverso i suoi romanzi e romanzi, egli cerca, tra le altre cose, di spiegare la sua vita alle persone che sono rimaste in Polonia e di descrivere la sua vita sotto il regime comunista. Lavora per la televisione e il cinema negli Stati Uniti. Sposato con l'attrice tedesca Sonja Ziemann dal 1961, che incontrò nel 1957 per le riprese dell'adattamento del suo nuovo film La domenica impossibile (L'ottavo giorno della settimana) sullo schermo.
Nel 1963, trascorse un mese in prigione per gli scontro contro la polizia. Nel 1964 tentò due volte il suicidio. Tra il 1963 e il 1965, trascorse un totale di 242 giorni in cliniche psichiatriche. Nel 1965, divorziò dalla moglie e nel 1966, con l'aiuto di Roman Polański, andò a Los Angeles. Avrebbe dovuto scrivere sceneggiature, ma non funzionò. Ha avuto una relazione con Betty, la moglie di Nicholas Ray, il regista di Gioventù bruciata, e quindi ha terminato la sua carriera di sceneggiatore.
Nel dicembre 1968, durante una delle sue feste, spinse scherzosamente il pianista e compositore Krzysztof Komeda da una scarpata. A seguito di questo incidente, Komeda ebbe un ematoma cerebrale e morì quattro mesi dopo a Varsavia. Hłasko, mentre Komeda era in ospedale, disse: "Se Krzysztof muore, me ne vado anch'io" (Jeśli Krzysio umrze, to i ja pójdę). Nel 1969 tornò in Germania Ovest.
Morì prematuramente al 35 anni, dopo l'assunzione di alcol e barbiturici; nulla conferma la tesi del suicidio. Venne sepolto nel Südfriedhof Wiesbaden di Wiesbaden; sua madre otterrà il permesso di rimpatriare le sue ceneri in Polonia nel 1975.

## Opere

### Romanzi
- Osmy dzień tygodnia (1957)
- Następny do raju (1958)
- Cmentarze (1958)
- Wszyscy byli odwróceni (1964)
- Brudne czyny (1964)
- Drugie zabicie psa (1965)
- Nawrócony w Jaffie (1966)
- Sowa córka piekarza (1967)
- Sonata marymoncka (1982), postumo
- Palcie ryż każdego dnia (1985), postumo

### Racconti

#### Raccolte di racconti
- Pierwszy krok w chmurach (1956)

Dom mojej matki
Robotnicy
Okno
List
Finis perfectus
Dwaj mężczyźni na drodze
Baza Sokołowska
Żołnierz
Kancik, czyli wszystko się zmieniło
Pijany o dwunastej w południe
Odlatujemy w niebo
Pierwszy krok w chmurach, Śliczna dziewczyna
Najświętsze słowa naszego życia
Lombard złudzeń
Pętla (shor story)
- Opowiadania (1963)

Amor nie przyszedł dziś wieczorem
Namiętności
Port pragnień
Zbieg
Krzyż
Miesiąc Matki Boskiej
Szukając gwiazd
Powiedz im, kim byłem
W dzień śmierci Jego

#### Racconti non antologizzati
- Wilk (1954)
- Szkoła (1954)
- Złota jesień (1954)
- Noc nad piękną rzeką (1954)
- Głod (1956)
- Stacja (1962)
- Umarli są wśród nas (1986), postumo
- Pamiętasz, Wanda? (1986), postumo
- Trudna wiosna (1986), postumo
- Brat czeka na końcu drogi (1986), postumo

### Memorie
- Piękni dwudziestoletni (1966)

### Saggistica
- Listy z Ameryki (1967)